# موجین
ژنرال موجین فرزند ارشد شاه بئوپ بیست و نهمین شاه باکجه بود. وی از سپهداران باستانی پادشاهی باکجه در کره بود.

## پیشینه
به گفته سامگوک ساگی پادشاه بئوپ تنها پس از یک سال پادشاهی درگذشت. فرزند ارشد او موجین در آن زمان هنوز کودک بود، به واسطه همین امر پسر عموی پادشاه بئوپ یعنی پادشاه مو به سلطنت رسید.
قرار بر این بود که پادشاه مو پس از رسیدن موجین به سن قانونی سلطنت را به وی برگرداند اما پس از رسیدن زمان مقرر با آوردن دلیل‌هایی از این کار سر باز زد.
موجین در پی این اقدام سکوت کرد و همچنین پادشاه مو به وی مقام ژنرال ارشدی باکجه را اعطا کرد.
موجین از وفادارترین ژنرال‌های باکجه در زمان خود بود.

## میراث و مرگ
سرانجام ژنرال موجین، ملکه باکجه (مادر پادشاه اویجا) و عده‌ای از بزرگان کشور قربانی توطئه عده‌ای از درباریان شده و به جاسوسی برای شیلا متهم شدند.
در پی این اقدام که به مرگ ملکه، همسر موجین و عده‌ای از بزرگان کشور منتهی شد، موجین دست راست خود را از دست داد و با پسر خود گی‌بک به مدت چند سال به فرار مشغول بود.
در آخر موجین پس از مدت‌ها به قصر بازگشت و در همان ابتدای کار توسط درباریان دستگیر شد.
وی در هنگام مجازات شدن سعی در کشتن ملکه جدید باکجه که عامل اصلی توطئه علیه او بود کرد که این امر موفقیت‌آمیز نبود و به مرگ وی به دست اویجا پادشاه آینده باکجه منتهی شد.
فرزند وی گی‌بک بعدها آخرین ژنرالی شد که از باکجه در مقابل هجوم نیروهای متحد تانگ شیلا مقاومت کرد و کشته شد
نام موجین در اواخر سلطنت پادشاه مو از خیانت پاک شد و عاملان توطئه مجازات شدند.